# Dendrolycus elapoides
Dendrolycus elapoides is een slang uit de familie Lamprophiidae.

## Naam en indeling
De wetenschappelijke naam van de soort werd voor het eerst voorgesteld door Albert Günther in 1874. Oorspronkelijk werd de wetenschappelijke naam Lycophidium elapoides gebruikt. Het is de enige soort uit het monotypische geslacht Dendrolycus.

### Ondersoorten
De soort wordt verdeeld in twee ondersoorten die onderstaand zijn weergegeven, met de auteur en het verspreidingsgebied.
Het geslacht omvat de volgende soorten, met de auteur en het verspreidingsgebied.
| Naam                                 | Auteur        | Verspreidingsgebied |
| ------------------------------------ | ------------- | ------------------- |
| Dendrolycus elapoides angusticinctus | Laurent, 1952 | ?                   |
| Dendrolycus elapoides elapoides      | Günther, 1874 | ?                   |

## Verspreiding en habitat
De soort komt voor in delen van Afrika en leeft in de landen Congo-Brazzaville, Congo-Kinshasa en Kameroen. De habitat bestaat uit vochtige tropische en subtropische laaglandbossen. De soort is aangetroffen op een hoogte van ongeveer 620 tot 820 meter boven zeeniveau.

## Beschermingsstatus
Door de internationale natuurbeschermingsorganisatie IUCN is de beschermingsstatus 'veilig' toegewezen (Least Concern of LC).